# John L. Burnett
John Lawson Burnett, född 20 januari 1854 i Cedar Bluff i Alabama, död 13 maj 1919 i Gadsden i Alabama, var en amerikansk politiker (demokrat). Han var ledamot av USA:s representanthus från 1899 fram till sin död.
Burnett efterträdde 1899 Milford W. Howard som kongressledamot. Han avled 1919 i ämbetet och gravsattes på Forrest Cemetery i Gadsden i Alabama.